# Contrato de constituição de renda
A constituição de renda é o contrato por meio do qual uma das partes, chamada rendeiro ou censuário, obriga-se a realizar uma prestação periódica, chamada renda, em favor da outra parte, chamada credor da renda ou beneficiário, a título gratuito ou em troca da transmissão de bens, móveis ou imóveis. No Código Civil de 1916, era regulada dentro do livro dos direitos reais (arts. 749 a 754), mas, no Código de 2002, passou a fazer parte do livro de direito das obrigações (arts. 803 a 813), mencionando-a também no de direito das sucessões (arts. 1.927 e 1.928). A principal finalidade da constituição de renda é proporcionar ao instituidor recursos para sua subsistência por toda a vida. Embora seja dono do capital, o instituidor não se encontra seguro de conseguir se manter com sua aplicação ou com seus imóveis, de forma que convenciona transferi-los a rendeiro para que este, oferecendo-lhe renda fixa por certo prazo ou até que faleça, faça render os bens.
Hoje, a constituição de renda é um contrato raro. Sua utilização era maior antes do desenvolvimento do contrato de seguro, com que compartilha o caráter aleatório. Segundo Pontes de Miranda, o contrato de seguro tomou o lugar do contrato de constituição de renda por exigir apenas o desembolso periódico de quantias módicas, o que permite a mais pessoas entrar realizar a operação. Sendo assim, o contrato foi considerado típico em diversas legislações, como a francesa, a italiana e a suíça. Hoje, no entanto, seu declínio se justifica em razão do pouco interesse econômico que oferece, especialmente em razão da depreciação da moeda, que torna cada dia menos útil a renda fixa. Por isso, alguns autores entendem ser lícita a contratação de uma renda por um valor baseado em um determinado padrão, como o salário mínimo. Neste caso, a renda será dívida de valor.

## Histórico
O contrato de constituição de renda surgiu no direito alemão do século XIII. Foi, na verdade, uma alteração do contrato de compra e venda, em que se compravam as terras e se as devolviam ao vendedor, com o direito ao cânone (prestação periódica) imobiliário como prestação correspondente ao direito de censo. O censo pio era aquele que se entregava à instituição eclesiástica para missas de defuntos. Logo, passou a ser hereditário. Falava-se, então, de compra de renda, com a constituição de direito real e renda perpétua. A Igreja Católica logo demonstrou interesse na regulação e na limitação do contrato, pois levava em consideração que a aleatoriedade ínsita ao contrato poderia servir para mascarar a usura em outras operações econômicas.
No direito luso-brasileiro, as rendas foram recebidas sob o nome de censo. A fonte foi alemã, mas fortemente influenciada pelas Bulas papais que almejavam a coibir a usura. Por certo tempo, confundiu-se o censo com a enfiteuse. Mas a diferença estava em que, na enfiteuse, havia apenas transmissão do domínio útil, ao passo que, no censo, transferem-se o útil e o direto, reservando-se a pensão.

## Natureza jurídica

### Gratuidade ou onerosidade
O contrato de constituição de renda pode ser gratuito ou oneroso. Se oneroso, gera obrigações recíprocas; se gratuito, é meramente unilateral. No entanto, como a doutrina o considera contrato real, há sempre unilateralidade – seja no gratuito, seja no oneroso -, pois a entrega do bem constituiria parte da própria formação do contrato. Há onerosidade quando o contrato gera benefícios ou vantagens para ambas as partes, ao passo que a gratuidade se verifica na sua contratação por mera liberalidade, isto é, sem recebimento de capital por parte do beneficiário.
Por mais que a relação entre rendeiro e beneficiário seja gratuita, distinta pode ser a relação entre o beneficiário e o instituidor. É preciso lembrar que nem sempre aquele que institui a constituição da renda é o seu beneficiário. Caso não seja a mesma pessoa, há estipulação em favor de terceiro, podendo haver outro contrato entre o instituidor e o beneficiário, gratuito ou oneroso. Isso não afetará o caráter gratuito ou oneroso da constituição de renda.

### Prazo
A estipulação do prazo pode determinar a modificação do caráter comutativo ou aleatório do contrato. Assim, se a renda for vitalícia, o contrato de constituição de renda será aleatório, pois não se sabe o momento em que a morte ocorrerá – e, por conseguinte, quantas prestações deverão ser pagas. Sendo incerta a duração da vida do beneficiário, ganhará a parte obrigada a pagar a renda se for curta, e perderá se for longa. Por outro lado, caso o contrato tenha prazo determinado, a possibilidade de determinação do número de parcelas a serem pagas o torna comutativo.
Para Orlando Gomes, o prazo, no contrato de constituição de renda, é sempre determinado, o que abrange tanto a duração incerta como a certa. Há duração certa se o termo final for dies certus quando, como, por exemplo, o contrato contém cláusula que determinava a data de sua extinção, ou prefixa o número de anos ou meses durante os quais a renda deverá ser paga. A duração é incerta se pode ser maior ou menor porque, embora seja certo o advento do termo final, não se sabe quando ocorrerá. A renda, portanto, sempre se constitui por prazo determinado, sendo invariavelmente temporária. Aboliram-se, no Brasil, os censos, com suas rendas perpétuas. Tampouco se admite que a renda ultrapasse a vida do credor, seja ele o contratante, seja terceiro.

### Caráter real
Para Caio Mário, a constituição de renda é contrato real “porque o nosso direito exige a entrega ou tradição efetiva do bem compensatório da renda, acrescentam-se que, desde esse momento, seja o capital em dinheiro (traditio simples), seja em imóvel (tradição solene ou inscrição), cai no domínio do que pela renda se obrigou”. Mesmo sendo um partidário da abolição da categoria dos contratos reais, Caio Mário entende que antes da entrega dos bens não se origina a obrigação de pagamento.
Já Serpa Lopes entendia infundada a qualificação da constituição de renda como um contrato real, de forma que deve ser considerada perfeita a partir do momento em que as vontades se combinares, dando lugar à tradição da coisa como um segundo ato. O mero consentimento das partes já tornaria perfeito o contrato, mesmo antes da transferência do capital.
Para os partidários da teoria da realidade do contrato de constituição de renda, tem-se que o primeiro efeito do contrato é a transmissão dos bens para  o patrimônio do rendeiro, o que pode acontecer tanto por mera tradição (dinheiro ou bens móveis) como por transcrição no Registro de Imóveis (bens imóveis).

### Formalidade
Ao contrário do que ocorria no Código de 1916, o de 2002 exige a forma de escritura pública para o contrato de constituição de renda.

### Remissão
Outra característica que distingue a constituição de renda de outros contratos, inclusive de suas formas anteriores, é a faculdade de remissão. Nesse sentido, dá-se ao rendeiro a faculdade de pagamento de todas as prestações periódicas de uma só vez, de forma que se libere do encargo. O resgate é o reembolso do capital. Assim, caso a renda seja constituída sobre imóvel, ela pode ser remida pagando o devedor um capital em espécie, cujo rendimento, calculado pela taxa usual de juros, assegure renda equivalente.

### Renda
Segundo Clóvis Bevilaqua, renda pode ser definida como “série de prestações em dinheiro ou em outros bens, que uma pessoa recebe de outra, a quem foi entregue para esse efeito certo capital”. A renda é, portanto, aquilo que será entregue pelo devedor (rendeiro) ao credor (beneficiário). A concepção tradicional de renda é uma das razões da pouca utilização prática do contrato de constituição de renda. O declínio do contrato de constituição de renda se justifica em razão do quase nenhum interesse econômico que oferece, especialmente em razão da depreciação da moeda, que torna cada dia menos útil a renda fixa. É o que diz Sílvio Rodrigues: “a inflação, aumentando o preço dos imóveis pela correspondente desvalorização da moeda, tiraria qualquer correspondência entre o valor do prédio e da prestação devida pelo censuário”. Por isso, alguns autores entendem ser lícita a contratação de uma renda por um valor baseado em um determinado padrão, como o salário mínimo. Neste caso, a renda será dívida de valor. A renda deve ser sempre paga em dinheiro. Caso se dê outra espécie, como obrigação de fazer ou serviço, não há de se tratar de constituição de renda.
O que significa dizer que a renda é adquirida dia a dia? “Se as prestações forem mensais e devidas ao término de cada mês, o credor, decorridos dez dias, por exemplo, já terá adquirido o direito ao valor correspondente ao decêndio. Se no final deste período vier a falecer, seus herdeiros têm direito de exigir o pagamento relativo aos aludidos dez dias, ou seja, relativo ao período iniciado até o dia da morte, quando cessa a obrigação”.
É admissível que, sendo a constituição da renda onerosa, o credor possa, ao contratar, exigir que o rendeiro lhe preste garantia real. Neste caso, o credor terá direito de sequela em relação aos bens imóveis dados em garantia, podendo executá-los independentemente de quem for o proprietário ao tempo da excussão. Admite-se, também, a previsão de garantia fidejussória. A garantia fidejussória é de natureza pessoal, como a fiança e a caução de títulos de crédito pessoal. A finalidade da permissão é assegurar ao instituidor a concretização de sua expectativa de receber a renda prometida. É possível ainda que as partes convencionem que a renda será devida já no início de cada período, e não no final. Neste caso, o beneficiário tem direito à totalidade da renda correspondente à renda do período fixado, sem possibilidade de repetição de qualquer parcela, ainda que o beneficiário venha a falecer antes de completar o período considerado.

### Forma de constituição
A constituição de renda pode ser constituída tanto por ato inter vivos como por disposição de última vontade. O modo de constituição por ato inter vivos é o contrato, sendo a única que pode ser onerosa. Já a que se institui por testamento deve ser sempre gratuita. A obrigação de pagar renda pode ainda ter causa numa sentença judicial, proferida em ação de responsabilidade civil.

### Direito unitário à renda
No Brasil, Pontes de Miranda insistiu no caráter unitário do direito à renda; assim, o direito à renda seria distinto do direito às prestações que nascem da renda. Esse artifício era necessário para que a prescrição das prestações singulares, que atualmente se guiam pelo prazo de três anos, não atingisse a constituição de renda como um todo. Assim, o beneficiário que deixasse prescrever a pretensão à determinada renda, vencida em determinada data, não perdia o direito às outras pretensões, pois o direito à renda seria unitário. Havia, ainda, outras diferenças: o direito unitário à renda podia ser submetido à condição, ao passo que as prestações individualmente consideradas não podiam.

### Hipótese de nulidade
Não se admite a constituição de renda em favor de pessoa já morta, ou daquela que venha a falecer nos trinta dias subsequentes à celebração do contrato em razão de moléstia de que já sofria quando da celebração. Por outro lado, a moléstia superveniente não anula o contrato, ainda que o óbito ocorra nesse período. Tampouco o anulam a velhice e a gravidez, por não se tratarem de estados patológicos, ainda que daí advenha a morte nos trinta dias subsequentes.

## Eficácia

### Posição do rendeiro
Do contrato de constituição de renda, nasce, para o rendeiro a obrigação de pagar pontualmente a renda. As partes podem estipular o pagamento adiantado; caso isso não seja previsto, o credor adquire o direito à renda dia a dia, mas não pode exigi-la senão após ter se esgotado o período prefixado. Caso o rendeiro deixe de pagar as rendas, podem estas serem exigidas pelo beneficiário judicialmente, inclusive pedindo garantia das rendas futuras. Admite-se a estipulação de cláusula penal. Caso o devedor antecipe espontaneamente o pagamento de vários períodos, morrendo o credor antes do que imaginava, cabe a repetição do pagamento, por indébito, salvo em relação ao último termo devido antes do óbito.

### Posição do beneficiário
O beneficiário, como credor da renda, pode ser tanto o próprio constituinte – isto é, aquele que entrega o imóvel – como o terceiro. Caso o beneficiário e o constituinte não sejam a mesma pessoa, há estipulação em favor de terceiro, hipótese em que o contrato é gratuito. O beneficiário recebe a renda sem ter de dar nada em troca. Por outro lado, constituída em benefício próprio, o credor, para obtê-la, desfalca o seu próprio patrimônio, entregando ao rendeiro o capital que a produzirá. Neste caso, o contrato é oneroso. É possível que mais de uma pessoa seja beneficiária; neste caso, o direito de acrescer a parte do beneficiário falecido não se presume, devendo estar expressamente previsto. A doutrina admite que sejam beneficiários o nascituro, prole eventual de pessoas, e, ainda, pessoas incertas, cuja identidade se possa averiguar.
Para aqueles que entendem poder ser a constituição de renda direito real no Código de 2002, o direito do beneficiário constituído sobre imóvel pode ser exercido contra quem quer que seja o proprietário do imóvel, visto que é direito real. Caso haja falência, seu crédito é privilegiado. Caso o imóvel seja desapropriado, há sub-rogação real no novo imóvel que o devedor adquirir.
Caso a renda seja constituída em favor de duas ou mais pessoas, e não se fixar a parte de cada uma, entende-se que elas a perceberão por igual. Salvo estipulação expressa, não há direito de acrescer, de forma que um dos credores não recebem a parte cabível ao outro credor, que já morreu. Caio Mário defende que, em se tratando de cônjuges, aplica-se a regra do art. 551, parágrafo único, CC, originalmente prevista para a doação, e que manda aplicar a regra do direito de acrescer. Também era esta a orientação de Teixeira de Freitas. Por outro lado, o que se disse funciona apenas para credores simultâneos; nada impede a instituição de credores sucessivos, havendo substituição de um pelo outro após a morte ou outro fato previsto, como a maioridade.
Admite-se que o doador da renda – isto é, aquele que constitui a renda a título gratuito -, determine a sua impenhorabilidade, o que é de natureza legal em caso de pensões alimentares. Caso haja cláusula de incomunicabilidade, permanece sujeita à administração livre do credor, sem a interferência do outro cônjuge. Esses gravames – impenhorabilidade ou incomunicabilidade – não são admitidos caso a renda seja constituída onerosamente. Registre-se, porém, que, segundo Pontes de Miranda, “as rendas prestadas em virtude de dever alimentar não são rendas constituídas e dependem da necessidade do alimentando; nem as que se prestam em retribuição, ou em lugar de contraprestações ainda por se fazerem, ou feitas anteriormente”.

## Modalidades

### Censo reservativo, renda fundiária
O censo reservativo consiste na alienação de um prédio, de forma que o alienante se reserve, em face do adquirente, o pagamento de uma prestação anual ou perpétua, dando o próprio prédio em garantia do pagamento. Tratava-se, na verdade, de um empréstimo com garantia real, em que o proprietário do prédio pagava, em verdade, juros perpétuos sobre capital.

### Real ou obrigacional
O Código de 1916 concebia a constituição de renda como direito real, disciplinando-a desta forma quando a renda fosse vinculada a um imóvel. Ela ainda podia ser tratada no direito sucessório, já que a renda podia ser criada por disposição testamentária (legado). Além disso, havia ainda a renda convencional, ou contrato de constituição de renda, por meio do qual alguém se obrigava ao pagamento de uma renda periódica, recebendo, ou não, bens imóveis ou dinheiro. Segundo Caio Mário, o Código Civil de 2002 pôs fim à constituição de renda como direito real, mas manteve o instituto na sua eficácia obrigacional e como espécie de disposição testamentária.
Maria Helena Diniz expõe as distinções entre as duas figuras: “outrora a renda vinculada a um imóvel constituía direito real, de acordo com o estabelecido nos arts. 749 a 754 do Código Civil de 1916. A renda convencional se diferenciava da real porque: a) na convencional, apenas o rendeiro e seus herdeiros respondiam pelo pagamento, ao passo que, na real, o adquirente do prédio, alienado pelo rendeiro, também respondia pelo pagamento; b) na convencional, a impontualidade do devedor autorizava o credor a cobrar-lhe as prestações e a garantir as futuras e, na real, o próprio prédio podia ser executado; c) na convencional não havia direito de resgate, que era próprio da real. O novo Código Civil não contempla a renda constituída sobre imóvel no rol dos direitos reais (CC, art. 1.225)”.

## Extinção

### Vencimento do prazo
Como só se admite, no direito contemporâneo, a renda temporária, o contrato de constituição de renda se extingue pelo advento do termo final. Nessa causa extintiva, compreende-se também a morte do beneficiário da renda vitalícia. É possível que a constituição de renda também se extinga pela morte do rendeiro, mas isto deve estar previsto expressamente.

### Resgate
O resgate é outro modo de extinção da constituição de renda. Trata-se da faculdade conferida ao devedor da renda para cumprir a obrigação antes do tempo, pagando apenas uma vez todas as prestações que seria obrigado a realizar ao longo do tempo. Em geral, é voluntário; mas, na falência, pode se tornar necessário.

### Destruição do imóvel
Caso o bem pereça, há extinção da constituição de renda, se esta foi constituída sobre bem imóvel. Caso, porém, o imóvel destruído esteja assegurado, a indenização deve ser aplicada na aquisição de outro imóvel, dando-se a sub-rogação. Porém, Maria Helena Diniz é de outra opinião: para a autora, é o rendeiro quem deverá suportar os riscos da coisa, de forma que, mesmo que o capital pereça, deverá ele pagar as prestações periódicas.

### Confusão
Caso o beneficiário da renda se torne proprietário do imóvel, a renda se extingue, pois credor e devedor se confundem na mesma pessoa. Diz-se, nesse passo, que há consolidação da propriedade, e que, passando a ser plena, há extinção do ônus que a gravava.

### Revogação
Para Carlos Roberto Gonçalves, aplicam-se à constituição de renda as disposição relativas à revogação da doação e do legado, quando a constituição de renda for gratuita.

### Outras causas de extinção
Além das causas acima elencadas, Maria Helena Diniz elenca as seguintes: 1) pela rescisão do contrato; 2) pela declaração de ausência do credor; 3) pela inoficiosidade, se a constituição de renda for a título gratuito; 4) pelo implemento de condição resolutiva; 5) pela renúncia, se credor e devedor entenderem ser melhor para seus interesses pôr termo ao direito; 6) pela falência judicial do prédio gravado; 7) pela compensação, pois o direito a certas prestações poderá extinguir-se se o devedor da renda invocá-la; 8) pela prescrição, deixando escoar prazo de três anos para mover ação atendendo à pretensão de receber prestações vencidas de rendas temporárias e vitalícias.

## Jurisprudência
São extremamente raras julgados a respeito da constituição de renda, o que se deve à raridade com que tal negócio jurídico é realizado. No entanto, podem-se mencionar as seguintes hipóteses:
- O STJ já admitiu, em alguns casos, a assimilação do contrato de previdência privada ao de constituição de renda para fins de sua disciplina pelo Código Civil: “Previdência Privada. Pensão. Prescrição de Parcelas não pagas integralmente. Contrato de seguro, embora com peculiaridades, podendo, cm certas circunstancias, ser assimilado ao de Constituição de Renda. Não incidência da prescrição vintenária.”.[9]
- O STJ também já utilizou a constituição de renda, por analogia, para regular a disciplina da indenização periódica em face de dano decorrente de acidente de trabalho.[10]
- Segundo o STJ, caracteriza-se como fonte de constituição de renda não apenas o negócio jurídico, mas também a própria lei, como acontece nos casos de indenização periódica em razão de dano extrapatrimonial (REsp 157.912).
- A regra do regra  do inciso II do § 3º do art. 206 do CC/02 aplica-se exclusivamente à prescrição das rendas oriundas de constituição de renda.[11]
- A constituição de renda não se guia pelos mesmos requisitos da prestação alimentícia: tendo  sido  estabelecido,  pela  instância  ordinária,  que  a prestação  recebida  pela  ré,  embora  intitulada de alimentos, tem natureza  de  renda  vitalícia (Código Civil arts. 803 e seguintes), ajustada,  no  acordo  de  separação,  "como verdadeiro sucedâneo da partilha de bens" a que faria jus, não se lhe aplica a disciplina do art.  1.699  do  Código  Civil,  segundo  a  qual  os  alimentos são estabelecidos conforme a necessidade do alimentado e a possibilidade do alimentante”.[12]
- Admissibilidade da constituição de renda vitalícia: “Na redação do art. 1.424 do Código Civil de 1916, o legislador, ao utilizar a expressão "por tempo determinado", não restringe a constituição de renda àqueles casos em que há dia certo para cessar a prestação. Autorizada está a constituição de renda vitalícia, ao contrário da perpétua”.[13]